# Kenneth Tarver
Kenneth Tarver (Detroit, ...) è un tenore statunitense.

## Biografia
Kenneth Tarver è un tenore operistico statunitense, nato a Detroit. Si è diplomato alla Yale University, all’Oberlin College e ha partecipato al programma per giovani artisti del Metropolitan Opera. È noto per le sue interpretazioni di opere di Mozart, Rossini, Berlioz e del virtuosistico repertorio Bel Canto; si distingue anche nelle opere di Igor Stravinsky e Rodion Shchedrin.
Tarver si è esibito nei maggiori teatri d’opera del mondo, tra cui la Royal Opera House di Covent Garden, il Metropolitan Opera di New York, la Wiener Staatsoper, la Bayerische Staatsoper, la Staatsoper Unter den Linden di Berlino, la Semperoper di Dresda, la Deutsche Oper Berlin, la Hamburg State Opera e il Gran Teatre del Liceu di Barcellona. Ha partecipato anche a importanti festival come l’Edinburgh Festival e il Festival d’Aix-en-Provence.
Ha cantato con prestigiose orchestre, tra cui la London Symphony Orchestra, la New York Philharmonic, la Royal Concertgebouw Orchestra, la Seattle Symphony e la Berlin Philharmonic. Ha collaborato con direttori d’orchestra di fama internazionale, tra cui Claudio Abbado, Ivor Bolton, Pierre Boulez, Riccardo Chailly, Teodor Currentzis, Sir Colin Davis, Bernard Haitink, Daniel Harding, Nikolaus Harnoncourt, René Jacobs, Marc Minkowski, Kent Nagano e Zubin Mehta.
La sua vasta discografia comprende registrazioni per Opera Rara (La donna del lago, Aureliano in Palmira) e per LSO Live (Les Troyens, Béatrice et Bénédict, Roméo et Juliette). Per Sony Classical ha inciso Così fan tutte e Don Giovanni con Teodor Currentzis e MusicAeterna. Con Deutsche Grammophon ha collaborato con Pierre Boulez e la Cleveland Orchestra per Les nuits d'été e Roméo et Juliette. Le sue registrazioni con Kent Nagano e la London Symphony Orchestra includono A White House Cantata di Leonard Bernstein. Compare inoltre nell’incisione vincitrice del Grammy Award di Les Troyens di Berlioz (miglior registrazione operistica e miglior album classico), diretta da Sir Colin Davis per LSO Live.

## Registrazioni selezionate
Rossini, Sigismondo, Keri-Lyn Wilson / BR-Klassik (2019)
Rossini, Eduardo e Cristina, Gianluigi Gelmetti / Naxos (2019)
Haendel, Judas Maccabaeus, Laurence Cummings / Festspiel Orchester Göttingen, NDR (2019)
Mozart, Lucio Silla (DVD), Ivor Bolton / Orchestra Teatro Real / Bel Air Classiques (2018)
Berlioz, Requiem, Ludovic Morlot / Seattle Symphony (2018)
Berlioz, La Mort d'Orphée, Ludovic Morlot / Seattle Symphony (2018)
Rossini, Bianca e Falliero, Antonino Fogliani / Virtuosi Brunensis / Naxos (2017)
Rossini, Sigismondo, Antonino Fogliani / Virtuosi Brunensis / Naxos (2017)
Berlioz, Roméo et Juliette, Valery Gergiev / London Symphony Orchestra / LSO Live (2016)
Bach, Messa in si minore, Peter Dijkstra / Concerto Köln / BR-Klassik (2016)
Mozart, Don Giovanni, Teodor Currentzis / MusicAeterna / Sony Classical (2016)
Haendel, Joshua, Laurence Cummings / Festspiel Orchester Göttingen / NDR (2015)
Rossini, La gazza ladra, Alberto Zedda / Virtuosi Brunensis / Naxos (2015)
Mozart, Così fan tutte, Teodor Currentzis / MusicAeterna / Sony Classical (2014)
Mozart & Salieri – Arie e Ouverture, Douglas Boyd / Musikkollegium Winterthur / MDG (2014)
Rossini, Aureliano in Palmira, Maurizio Benini / London Philharmonic Orchestra / Opera Rara (2012)
Haendel, Belshazzar (DVD), René Jacobs / Akademie für Alte Musik Berlin / Harmonia Mundi (2011)
Terradellas, Sesostri, Juan Bautista Otero / RCOC Orchestra / RCOC (2011)
Stravinsky, Pulcinella, Yakov Kreizberg / Monte Carlo Philharmonic Orchestra / OPMC Classics (2010)
Mozart, Idomeneo, René Jacobs / Freiburger Barockorchester / Harmonia Mundi (2009)
Charles Ives, Songs (artisti vari) / Naxos (2008)
Rossini, La donna del lago, Maurizio Benini / London Philharmonic Orchestra / Opera Rara (2007)
Mozart, Don Giovanni, René Jacobs / Freiburger Barockorchester / Harmonia Mundi (2006)
Pacini & Mercadante, Paventa Insano, David Parry / London Philharmonic Orchestra / Opera Rara (2006)
Rossini, Il viaggio a Reims (DVD), Jesús López-Cobos / Orchestra del Gran Teatre del Liceu / Arthaus Musik (2004)
Berlioz, Roméo et Juliette, Pierre Boulez / The Cleveland Orchestra / Deutsche Grammophon (2003)
Berlioz, Les nuits d'été & Roméo et Juliette, Pierre Boulez / The Cleveland Orchestra / Deutsche Grammophon (2003)
Rossini, Petite messe solennelle, Rupert Huber / SWR Vokalensemble Stuttgart / Hänssler Klassik (2002)
Berlioz, Les Troyens, Sir Colin Davis / London Symphony Orchestra / LSO Live (2001)
Verdi, Messa Solenne – Opere sacre, Riccardo Chailly / Orchestra Sinfonica di Milano Giuseppe Verdi / Deutsche Grammophon (2001)
Verdi, Falstaff (DVD), Bernard Haitink / Orchestra della Royal Opera House / BBC Opus Arte (2001)
Berlioz, Béatrice et Bénédict, Sir Colin Davis / London Symphony Orchestra / LSO Live (2000)
Berlioz, Roméo et Juliette, Sir Colin Davis / London Symphony Orchestra / LSO Live (2000)
Bernstein, A White House Cantata, Kent Nagano / London Symphony Orchestra / Deutsche Grammophon (2000)